# PSA DJ e DK
Con le sigle PSA DJ e PSA DK si intendono due motori diesel strettamente imparentati tra loro prodotti dal 1994 al 2002 dal gruppo automobilistico francese PSA.

## Caratteristiche
Questi due motori sono nati per offrire un diesel più efficiente sia alle vetture alto di gamma del Gruppo PSA, sia ai furgoni prodotti dal gruppo, che per loro stessa natura e destinazione di utilizzo hanno bisogno spesso di essere veloci, robusti, affidabili e parchi nei consumi.

I motori DJ e DK sono strettamente derivati dal 2.1 litri turbodiesel denominato XUD11ATE, del quale riprende la maggior parte delle caratteristiche costruttive, vale a dire:
- architettura a 4 cilindri in linea;
- testata a 3 valvole per cilindro;
- distribuzione a un albero a camme in testa, con bilancieri e punterie idrauliche;
- misura della corsa pari a 92 mm.

Le differenze più significative stanno nel fatto che non tutti i motori DJ e DK sono sovralimentati: le versioni di base sono aspirate. Come secondo aspetto, occorre ricordare che nelle versioni sovralimentate viene montato un intercooler aria/acqua, in luogo dell'intercooler aria/aria utilizzato nelle unità XUD11ATE e BTE. Inoltre la misura dell'alesaggio è passata da 85 a 92 mm, il che ha comportato anche un aumento della cilindrata, passata da 2088 a 2446 cm³.

Sia il motore DJ sia il motore DK possedevano queste caratteristiche.
I motori DJ e DK sono stati lanciati pressoché in contemporanea, nel 1994. Mentre i primi hanno trovato applicazione in alcuni mezzi commerciali del gruppo francese, gli altri sono stati montati sui modelli di punta dei due marchi del gruppo, la Peugeot e la Citroën.
Di seguito sono riportate le varie versioni dei motori DJ e DK del Gruppo PSA.
| Variante | Rapporto di compressione | Alimentazione                      | Potenza CV/rpm | Coppia Nm/rpm | Applicazioni                | Anni di produzione |
| -------- | ------------------------ | ---------------------------------- | -------------- | ------------- | --------------------------- | ------------------ |
| DJ5      | -                        | Diesel aspirato con pompa rotativa | 86/4350        | 153/2250      | Peugeot Boxer 2.5 diesel    | 1994-02            |
| DJ5      | -                        | Diesel aspirato con pompa rotativa | 86/4350        | 153/2250      | Citroën Jumper              | 1994-02            |
| DJ5T     | -                        | Turbodiesel con pompa rotativa     | 103/4200       | 230/2200      | Peugeot Boxer 2.5TD         | 1994-02            |
| DJ5T     | -                        | Turbodiesel con pompa rotativa     | 103/4200       | 230/2200      | Citroën Jumper 2.5 TD       | 1994-02            |
| DJ5TED   | -                        | Turbodiesel con pompa rotativa     | 107/4000       | 235/2250      | Peugeot Boxer 2.5 TDi       | 1996-02            |
| DJ5TED   | -                        | Turbodiesel con pompa rotativa     | 107/4000       | 235/2250      | Citroën Jumper 2.5 TDi      | 1996-02            |
| DK5ATE/L | 21                       | Turbodiesel con pompa rotativa     | 129/4300       | 285/2000      | Peugeot 605 2.5 turbodiesel | 1994-2000          |
| DK5ATE/L | 21                       | Turbodiesel con pompa rotativa     | 129/4300       | 285/2000      | Citroën XM 2.5 TD 12V       | 1994-2000          |